# Flavy-le-Martel

Flavy-le-Martel este o comună în departamentul Ain, Franța. În 1 ianuarie 2022 avea o populație de 1.698 de locuitori.